# Copa Centroamericana
A Copa Centroamericana anteriormente chamada Copa das Nações UNCAF foi um torneio realizado a cada 2 anos e reunia as seleções da América Central. O torneio foi realizado desde 1991 e teve sua última edição em 2017, sendo substituído pela Liga das Nações da CONCACAF. Por ele quatro times classificam-se para a Copa Ouro da CONCACAF (primeiro a quarto colocados). O quinto colocado ia para a repescagem.

## Resultados
| Ano           | Anfitrião      |            | Final                | Final        | Final       |                      | Partida de 3º lugar | Partida de 3º lugar | Partida de 3º lugar |
| Ano           | Anfitrião      | Campeão    | Resultado            | Vice-Campeão | 3º Colocado | Resultado            | 4º Colocado         |                     |                     |
| 1991 Detalhes | Costa Rica     | Costa Rica | (1)                  | Honduras     | Guatemala   | (1)                  | El Salvador         |                     |                     |
| 1993 Detalhes | Honduras       | Honduras   | (1)                  | Costa Rica   | Panamá      | (1)                  | El Salvador         |                     |                     |
| 1995 Detalhes | El Salvador    | Honduras   | 3 – 0                | Guatemala    | El Salvador | 2 – 1                | Costa Rica          |                     |                     |
| 1997 Detalhes | Guatemala      | Costa Rica | (1)                  | Guatemala    | El Salvador | (1)                  | Honduras            |                     |                     |
| 1999 Detalhes | Costa Rica     | Costa Rica | (1)                  | Guatemala    | Honduras    | (1)                  | El Salvador         |                     |                     |
| 2001 Detalhes | Honduras       | Guatemala  | (1)                  | Costa Rica   | El Salvador | (1)                  | Panamá              |                     |                     |
| 2003 Detalhes | Panamá         | Costa Rica | (1)                  | Guatemala    | El Salvador | (1)                  | Honduras            |                     |                     |
| 2005 Detalhes | Guatemala      | Costa Rica | 1 – 1 (7–6) Pênaltis | Honduras     | Guatemala   | 3 – 0                | Panamá              |                     |                     |
| 2007 Detalhes | El Salvador    | Costa Rica | 1 – 1 (4–1) Pênaltis | Panamá       | Guatemala   | 1 – 0                | El Salvador         |                     |                     |
| 2009 Detalhes | Honduras       | Panamá     | 0 – 0 (5–3) Pênaltis | Costa Rica   | Honduras    | 1 – 0                | El Salvador         |                     |                     |
| 2011 Detalhes | Panamá         | Honduras   | 2 – 1                | Costa Rica   | Panamá      | 0 – 0 (5–4) Pênaltis | El Salvador         |                     |                     |
| 2013 Detalhes | Costa Rica     | Costa Rica | 1 – 0                | Honduras     | El Salvador | 1 – 0                | Belize              |                     |                     |
| 2014 Detalhes | Estados Unidos | Costa Rica | 2 – 1                | Guatemala    | Panamá      | 1 – 0                | El Salvador         |                     |                     |
| 2017 Detalhes | Panamá         | Honduras   | (1)                  | Panamá       | El Salvador | (1)                  | Costa Rica          |                     |                     |

## Conquistas por país
| Equipe      | Campeão                                            | Vice-campeão                     | Terceiro lugar                         | Quarto lugar                                 |
| ----------- | -------------------------------------------------- | -------------------------------- | -------------------------------------- | -------------------------------------------- |
| Costa Rica  | 8 (1991, 1997, 1999, 2003, 2005, 2007, 2013, 2014) | 4 (1993, 2001, 2009, 2011)       | 0                                      | 2 (1995, 2017)                               |
| Honduras    | 4 (1993, 1995, 2011, 2017)                         | 3 (1991, 2005, 2013)             | 2 (1999, 2009)                         | 2 (1997, 2003)                               |
| Guatemala   | 1 (2001)                                           | 5 (1995, 1997, 1999, 2003, 2014) | 3 (1991, 2005, 2007)                   | 0                                            |
| Panamá      | 1 (2009)                                           | 2 (2007, 2017)                   | 3 (1993, 2011, 2014)                   | 2 (2001, 2005)                               |
| El Salvador | 0                                                  | 0                                | 6 (1995, 1997, 2001, 2003, 2013, 2017) | 7 (1991, 1993, 1999, 2007, 2009, 2011, 2014) |
| Belize      | 0                                                  | 0                                | 0                                      | 1 (2013)                                     |
| Nicarágua   | 0                                                  | 0                                | 0                                      | 0                                            |